# Clionella
Clionella é um gênero de gastrópodes pertencente a família Clavatulidae.

## Espécies
- Clionella aglaophanes (Watson, 1882)[2]
- Clionella bornii (E. A. Smith, 1877)[3]
- Clionella confusa Smith E. A., 1906[4]
- Clionella costata (Swainson, 1840)[5]
- Clionella halistrepta (Bartsch, 1915)[6]
- Clionella kraussii (E. A. Smith, 1877)[7]
- Clionella liltvedi Kilburn, 1985[8]
- Clionella lobatopsis (Barnard, 1963)[9]
- Clionella rosaria (Reeve, 1846)[10]
- Clionella semicostata (Kiener, 1840)[11]
- Clionella sinuata (Born, 1778)[12]
- Clionella striolata Turton, 1932[13]
- Clionella subcontracta (E. A. Smith, 1904)[14]
- Clionella subventricosa (E. A. Smith, 1877)[15]
- Clionella vilma (Thiele, 1925)[16]

Espécies trazidas para a sinonímia
- Clionella amblia R.B. Watson, 1882: sinônimo de Inodrillia nucleata (Dall, 1881)
- Clionella assimilans Turton, 1932: sinônimo de Clavatula tripartita (Weinkauff, 1876)
- Clionella bipartita E. A. Smith, 1877: sinônimo de Clavatula tripartita (Weinkauff, H.C. & W. Kobelt, 1876)
- Clionella conspicienda Locard, 1897: sinônimo de Belomitra quadruplex (Watson, 1882)
- Clionella delicatulina Locard, 1897: sinônimo de Belomitra quadruplex (Watson, 1882)
- Clionella elizabethae Bartsch, P., 1915: sinônimo de Nquma rousi (Sowerby III, 1886)
- Clionella gravis (Hinds, 1843):[17] sinônimo de Makiyamaia gravis (Hinds, 1843)
- Clionella kowiensis Turton, 1932: sinônimo de Clionella rosaria (Reeve, 1846)
- Clionella kowiensis viridis Turton, 1932: sinônimo de Clionella kowiensis Turton, 1932, sinônimo de Clionella rosaria (Reeve, 1846)
- Clionella krausii (E. A. Smith, 1877): sinônimo de Clionella kraussii (E. A. Smith, 1877)
- Clionella nereia Bartsch, 1915: sinônimo de Clionella rosaria (Reeve, 1846)
- Clionella proxima Turton, 1932: sinônimo de Clionella rosaria (Reeve, 1846)
- Clionella quadruplex (Watson, 1882): sinônimo de Belomitra quadruplex (Watson, 1882)
- Clionella sinuatum (Born, 1778): sinônimo de Clionella sinuata (Born, 1778)
- Clionella sybaritica Bartsch, 1915: sinônimo de Clionella rosaria (Reeve, 1846)
- Clionella taxea (Röding, 1798): sinônimo de Clavatula taxea (Röding, 1798)
- Clionella tripartita (Weinkauff & Kobelt, 1876): sinônimo de Clavatula tripartita (Weinkauff, 1876)